# Fontanelle (album)
Fontanelle è un album del 1992 della band Babes in Toyland pubblicato dalla Reprise Records.

## L'album
Fontanelle è il primo disco del gruppo a venire pubblicato da una major, la Reprise Records (divisione della Warner), e sancisce il debutto in studio della nuova bassista, Maureen Herman, subentrata a Michelle Leon già nel 1991.
La copertina dell'album raffigura una bambola nuda di fronte ad uno specchio (opera della fotografa Cindy Sherman) ed il titolo dell'album fa riferimento alla fontanella presente nel cranio dei neonati.
Co-prodotto da Kat Bjelland e da Lee Ranaldo dei Sonic Youth, l'album riscontra un ottimo successo di critica; la rivista Spin nomina Fontanelle come uno dei 20 migliori album del 1992 ed il New York Times cita le Babes in Toyland tra le band più prestigiose di quello stesso anno.
Due sono i singoli che ne vengono estratti: Bruise Violet e Handsome and Gretel.

## Tracce
1. Bruise Violet – 2:52
2. Right Now – 2:19
3. Bluebell – 2:22
4. Handsome and Gretel – 1:50
5. Blood – 2:44
6. Magick Flute – 3:02
7. Won't Tell – 2:27
8. Quiet Room – 2:59
9. Spun – 3:03
10. short song – 0:41
11. Jungle Train – 2:15
12. Pearl – 1:56
13. Real Eyes – 2:51
14. Mother – 3:13
15. Gone – 2:28

## Formazione
- Kat Bjelland: voce, chitarra
- Maureen Herman: basso
- Lori Barbero: batteria